# Krzywe (Brzozów)
Pour les articles homonymes, voir Krzywe.
Krzywe est une localité polonaise de la gmina de Dydnia, située dans le powiat de Brzozów en voïvodie des Basses-Carpates.